# 佐藤実 (アーティスト)
佐藤 実（さとう みのる、1963年 - ）は、日本のアーティスト、キュレーター。活動名は、m/s。

## 経歴
宮城県仙台市に生まれる。
公式サイトによると神奈川県鎌倉市在住。
1994年にアーティスト活動のためのレーベルWrKを設立し、2006年まで運営した。また公立美術館学芸員として1991年 - 2011年に川崎市市民ミュージアム、2011年 - 2013年にせんだいメディアテークに勤務した。
2020年時点では和光大学芸術学科で非常勤講師を務め、アメリカの作曲家アルヴィン・ルシエの作品研究や芸術に関する講演会，コミュニティFM「渋谷のラジオ」にて写真家の平間至と共に音楽番組のパーソナリティなどもおこなっている。

## 企画
- 川崎市市民ミュージアムでの企画
  - 「偶然の振れ幅　その出来事の地平」（2000年、参加アーティスト:ヒム・ヴォルシャイト、チャーリー・シュタイガー、箭内新一、ブランドン・ラベル、角田俊也、ロエル・メールコップ、ピーター・ドゥメリンクス、古屋俊彦、深山径世、浅井真理子、志水児王）[6][7]
  - 「WRITING line and LIGHTING line：筆跡と光跡」（2005年）
  - 「眩暈の装置:松本俊夫をめぐるインターメディアの鉱脈」（2006年、参加アーティスト:松本俊夫、安藤孝浩、池田朗子、伊東篤宏、中原昌也）[8][9]
  - 「映像の創出」（2008年）[10]

- 川崎市市民ミュージアムでの企画、m/sとしての展示

「OFF STRIPES 縞模様の繊細なる瞬き」（2007年、参加アーティスト: ヨーゼフ・アルバース、粟津潔、ジャスパー・ジョーンズ、ブライス・マーデン、内藤忠行、フランク・ステラ、ウッディ・ヴァスルカ、アンディ・ウォーホル、アスナ、小河朋司、山根英房）